# Salvatore Aurigemma
Salvatore Aurigemma (Monteforte Irpino, 10 février 1885-Rome, 1er avril 1964) est un archéologue et épigraphiste italien.

## Biographie
Salvatore Aurigemma naît à Monteforte Irpino, village de la province d'Avellino, en Campanie, fils de Martino Aurigemma et Francesca Ortulio. Il fait ses études à l'Université de Naples - Frédéric-II, puis après deux années, les poursuit à l'Université de Rome « La Sapienza » dont il est diplômé en 1906 en philologie romaine. Il obtient une bourse qui lui permet de poursuivre sa formation à la Scuola archeologica italiana di Atene, où il fait la connaissance de Federico Halbherr. Il réussit en 1909 le concours qui lui permet d'être nommé inspecteur au Musée archéologique national de Naples dirigé alors par Vittorio Spinazzola.
Il participe à la mission de Crète (1910), puis à l’expédition en Tripolitaine organisée par Federico Halbherr en 1911.
Surintendant des antiquités à Tripoli (1912-1919), il effectue d'importants travaux sur l'Afrique romaine d'époque impériale, travaillant essentiellement à l'exploration et l'excavation de nécropoles. Il fonde en 1922 le Museo Archeologico Nazionale di Ferrara où ses trouvailles en céramiques sont conservées.
Il épouse en 1919 Maria Giulia Spinazzola, fille de l'archéologue Vittorio Spinazzola, le couple a cinq enfants.
Il prend sa retraite en 1952 et meurt à Rome le 1er avril 1964.

## Publications
- Notizie archeologiche sulla Tripolitania, 1915
- I Mosaici di Zliten, 1926
- L'elefante di Leptis Magna e il commercio dell'avorio delle ferae Libycae negli emporia tripolitani in, Africa Italiana VII, 1940, p. 67-86.
- Velleia. La Libreria dello Stato, 1940